# Izquierda Libertaria

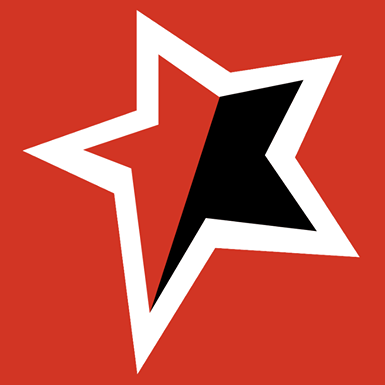
Logotipo antiguo de IL.

La Izquierda Libertaria (IL) es un movimiento político y social chileno en 2015 a partir de un proceso de convergencia entre distintas expresiones del movimiento libertario chileno, destacando entre ellas la Organización Comunista Libertaria (OCL), el Frente de Estudiantes Libertarios (FEL), las Unidades Muralistas Luchador Ernesto Miranda (UMLEM) y otros colectivos con presencia territorial, sindical, estudiantil y cultural.
Pese a que sus orígenes estaban marcados por una orientación anarquista —con énfasis en la autogestión obrera y la construcción desde abajo—, la reestructuración del movimiento en 2015 implicó un giro importante: se optó por abandonar gradualmente la tradición comunista libertaria, en favor de una nueva praxis política que permitiera incidir en la institucionalidad, participación pública y acumulación de fuerza en espacios estatales.
Fue una de las organizaciones fundadoras del Frente Amplio y además integró el partido Convergencia Social, dejó de ser parte de ambas en 2019. Desde el 2020 es parte de la coalición Chile Digno.

## Ideología
Las bases ideológicas del proyecto político libertario, en sus orígenes, correspondieron al comunismo libertario, de raigambre anarcocomunista. En el plano teórico, es un movimiento que adscribe a una concepción sustentada en la teoría de la praxis, basada en la dialéctica y con un enfoque feminista, antiimperialista y latinoamericanista de los procesos histórico-sociales. En lo político, se sustenta la estrategia de ruptura democrática para la superación del modelo neoliberal, a partir de una democratización profunda de la sociedad y la superación de la herencia dictatorial.
En ese sentido, este movimiento sostiene la centralidad de su proyecto en la clase trabajadora como sujeto de transformación amplio y diverso, por lo que no reducen este concepto al rol del sindicato, aunque lo comprende como fuerza social revolucionaria. Por su parte, en lo táctico sustentan tanto la acción directa de masas y la lucha electoral como dimensiones complementarias en el marco de una estrategia de ruptura democrática.

## Historia

### Origen
Durante la década de 1990, tras el fin de la dictadura cívico-militar, comenzó en Chile un proceso de rearticulación del anarcocomunismo como corriente política organizada. En ese contexto, en 1999 se fundó el Congreso de Unificación Anarco Comunista (CUAC), considerado la primera organización formal de esta nueva etapa. Su objetivo era claro: dotar al mundo popular de una herramienta política decididamente anarcocomunista, capaz de impulsar transformaciones estructurales con una perspectiva revolucionaria.
Como continuidad directa de esa experiencia, en 2002 se conformó la Organización Comunista Libertaria (OCL), que buscó consolidar una construcción militante a largo plazo, desplegada de manera soterrada en diversos territorios mediante frentes político-sociales. Entre ellos, el Frente de Estudiantes Libertarios (FEL) destacó como su expresión más visible y reconocida, tanto a nivel nacional como internacional.
Con el tiempo, a este proceso también comenzarían a integrarse otras corrientes libertarias de orientación anticapitalista, como el marxismo libertario y el autonomismo, lo que dio paso a experiencias de confluencia política orientadas a la articulación de una coalición más amplia, capaz de disputar en distintos niveles la emancipación de los espacios políticos tradicionales. 

### Participación en la FECh (2013-2014)
En 2013, el Frente de Estudiantes Libertarios (FEL) —movimiento estudiantil vinculada a la Organización Comunista Libertaria— logró posicionarse en la presidencia de la Federación de Estudiantes de la Universidad de Chile (FECh) mediante la candidatura de Melissa Sepúlveda, estudiante de Medicina, feminista y militante libertaria. Su elección, al frente de la Lista Luchar, marcó el retorno de corrientes autonomistas y anarquistas a la conducción de la federación, con un énfasis en el feminismo radical, la autonomía de los movimientos sociales y una crítica frontal a la política tradicional.
No obstante, esta victoria también generó tensiones internas dentro del FEL, debido a la contradicción y el rechazo histórico a las jerarquías políticas, y el hecho de asumir un cargo directivo dentro de una estructura formal como la presidencia de la FECh. Es aquí donde comenzarían a visibilizarse el viraje ideológico entre militantes y sectores afines, inclinándose hacia corrientes semejantes al plataformismo o el posibilismo libertario, que buscaban formas de inserción en marcos institucionales como vía táctica para avanzar hacia la superación del capitalismo.

### Crisis interna (2014-2015)
En las elecciones estudiantiles de la FECh correspondientes al periodo 2014–2015, la lista Somos Fuerza —integrada por el Frente de Estudiantes Libertarios (FEL), Izquierda Autónoma (IA) y la Unión Nacional Estudiantil (UNE)— obtuvo la primera mayoría. Sin embargo, la presidencia fue asumida por la IA, mientras que el FEL quedó relegado al cuarto lugar en la lista, lo que evidenció un cambio en las correlaciones internas del bloque.
Ese mismo año se produce también un quiebre significativo dentro del FEL, con la renuncia de varios miembros estudiantiles, entre ellos Melissa Sepúlveda. Las razones incluyeron críticas a la participación institucional en la federación y la ambigüedad de las praxis libertarias, lo que más tarde abriría paso a un proceso de reflexión interna y posterior reconfiguración del espacio político.

### Reestructuración e inserción institucional (2015-2016)
En 2015, distintos referentes del movimiento libertario chileno —entre ellos, la Organización Comunista Libertaria (OCL), surgida en 2003 con presencia en el ámbito sindical y territorial; el Frente de Estudiantes Libertarios (FEL), activo en diversas universidades del país; las Unidades Muralistas Luchador Ernesto Miranda (UMLEM), así como otros colectivos y expresiones— confluyeron en un proceso de discusión estratégica que desembocó en la convocatoria a un Congreso Nacional. Este espacio de deliberación concluyó en la proyección de un nuevo instrumento político: Izquierda Libertaria.
La creación de este referente respondió a la necesidad de redefinir sus formas de acción y organización. Se constataba, en ese momento, que la praxis anarquista tradicional ya no ofrecía herramientas suficientes para enfrentar los desafíos del nuevo ciclo político. En su lugar, se proponía articular una política de vocación pública, con mayor capacidad visibilidad mediática y posibilidad de incidir en los procesos sociales y políticos más amplios.
Frente a la redefinición estratégica del movimiento, y como sucedió gradualmente durante 2014, Izquierda Libertaria optó por apartarse de manera explícita de las corrientes anarquistas, distanciándose del accionar antipartidista y rupturista que había caracterizado a sus militantes fundacionales. Esta transformación no implicó una adhesión cerrada a una corriente ideológica única, sino más bien una reorientación hacia marcos como el libertarismo de izquierda, cuyo eclecticismo permitía compatibilidad con lógicas institucionales, sin contradicciones.
Como consecuencia de esta deriva definitiva hacia los mecanismos del Estado, Izquierda Libertaria sufrió un éxodo masivo de militantes vinculados al pensamiento anarquista y el movimiento autónomo –provenientes históricamente de la OCL y el FEL–, señalando que la organización había abandonado los principios de construcción de una lucha autónoma desde abajo, en favor de cuotas de poder, exposición mediática y reconocimiento estatal. El movimiento, eventualmente, comenzó a priorizar la articulación con partidos semejantes como el Movimiento Autonomista, buscando ampliar su incidencia política, pero también suponiendo un giro ideológico que afectaría por completo a sus bases.
El lanzamiento oficial de Izquierda Libertaria tuvo lugar el 11 de junio de 2016 en el Teatro Novedades de Santiago, ocasión en la que se presentó su primera directiva, encabezada por el ex dirigente estudiantil Felipe Ramírez, junto a Daniel Pérez (secretario Político), Camila Fuentevilla (secretaria orgánica), Ricardo Olivero (secretario de frentes), Gael Yeomans y Óscar Menares (secretarías de relaciones políticas), y Luna Follegati (secretaria de contenidos y comunicaciones).

### Frente Amplio y Convergencia Social (2017-2019)
Al año siguiente, la Izquierda Libertaria fue una de las organizaciones co-fundadoras el Frente Amplio, presentándose a la elecciones parlamentarias de Chile en el año 2017 donde obtuvieron un escaño en la cámara de diputados por el distrito 13 con Gael Yeomans, quien fue electa en un cupo de RD y en la Región de Tarapacá con Pablo Zambra como Consejero Regional.

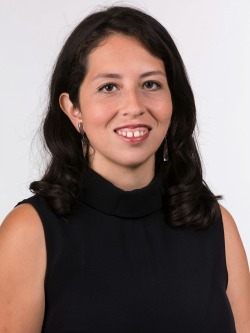
Foto oficial de la diputada Gael Yeomans, durante su primer período parlamentario.

Durante el año 2018, Izquierda Libertaria ingresa al proceso de convergencia de fuerzas del Frente Amplio que no tenían un partido legal, considerando el Movimiento Autonomista, Nueva Democracia y Socialismo y Libertad, lo que ratifican a fines de ese mismo año. En el año 2019, dicho proceso dio lugar al partido Convergencia Social, donde resultan electos tres miembros en la Dirección Nacional y 8 miembros en el Comité Central, respectivamente.
Izquierda Libertaria, a través de su Frente Sindical, impulsó activamente la convocatoria a una huelga general para el 12 de noviembre, con el objetivo de presionar por una Asamblea Constituyente como salida política al conflicto social. A partir de ese hito, la organización convocó a un Congreso Extraordinario para redefinir su orientación táctica y estratégica, buscando actualizar su tesis y línea política general ante el nuevo escenario abierto por el levantamiento popular.
Posteriormente, y debido a diferencias políticas internas en Convergencia Social tras la firma de Gabriel Boric en el «Acuerdo por la Paz» del 15 de noviembre de 2019 —en pleno contexto del Estallido Social—, la Comisión Política de Izquierda Libertaria solicitó a su militancia evaluar la posibilidad de abandonar el partido. La decisión fue tomada colectivamente: una parte importante del movimiento resolvió retirarse del Frente Amplio, mientras que otra fracción, incluyendo a la diputada Gael Yeomans, optó por permanecer. Con el tiempo, esta última sería considerada como escindida del proyecto original.

### Chile Digno (2019-2022)
Izquierda Libertaria desplegó acciones tanto en la movilización callejera como en el proceso constituyente, participando en la formación del Comando Apruebo Chile Digno, instancia compuesta por el Partido Comunista de Chile, organizaciones sociales y otras fuerzas de izquierda que no suscribieron el Acuerdo por la Paz. Este bloque se articuló en torno a la demanda por una nueva constitución libre, soberana, plurinacional y feminista, de cara al plebiscito nacional de 2020.
Paradójicamente, en 2021, Chile Digno y el Frente Amplio se unen para formar la coalición Apruebo Dignidad con miras a las elecciones de convencionales constituyentes. Izquierda Libertaria presentó candidatos para estas elecciones en cupos de partidos de Chile Digno, pero ninguno resultó electo. Simultáneamente a las elecciones de convencionales, se realizaron las elecciones municipales en las que el movimiento logra elegir a una alcaldesa y a un concejal, Ana Albornoz Cuevas en la comuna de Santa Juana y Matías Coloma Arriagada en Talcahuano, respectivamente. 
El 10 de junio de 2021, Izquierda Libertaria informó su apoyo a la candidatura del abanderado presidencial del Partido Comunista, Daniel Jadue, de cara a las Primarias presidenciales de Apruebo Dignidad de 2021, quien finalmente resultó vencido por el candidato frenteamplista de Convergencia Social, Gabriel Boric. Izquierda Libertaria anunció que no apoyaría a Boric, desligándose inmediatamente de Apruebo Dignidad. Sin embargo, días antes de las elecciones presidenciales llamaron a votar por él. Parte de esto se debió al compromiso de Boric con los derechos medioambientales y soberanos expresados en su campaña.
En las elecciones parlamentarias de 2021, uno de los candidatos apoyados por IL para las elecciones de convencionales, Andrés Giordano, logra la elección como diputado por el distrito 9, en un cupo de Revolución Democrática. El movimiento también logra elegir a Camila Navarro para el consejo regional de Tarapacá, quien fue electa en un cupo del Partido Comunista.

### Situación actual y vínculo con Solidaridad para Chile (2022-presente)
En la actualidad, Izquierda Libertaria participa en Solidaridad para Chile, espacio político fundado junto a otras expresiones políticas en diciembre de 2023, que recoge elementos programáticos similares a los de Izquierda Libertaria, como el anticapitalismo, el feminismo, el ecologismo y la democracia directa. 
A pesar de sus diferencias, Izquierda Libertaria no ha sido oposición al gobierno de Gabriel Boric, muestra de pragmátismo que ha caracterizado la trayectoria de la organización.

## Autoridades

#### Consejeros regionalespara el periodo 2022-2026[36][37]
| Consejero regional       | Región             | Circunscripción provincial                                                |
| ------------------------ | ------------------ | ------------------------------------------------------------------------- |
| Lorena Mussa Valenzuela  | Arica y Parinacota | Arica (Asume por reemplazo como independiente por cupo PCCh)              |
| Valeria Ortega Contreras | Metropolitana      | Santiago cordillera (Electa como independiente por cupo Partido Igualdad) |

#### Alcaldespara el periodo 2021-2024[27]
| Alcalde             | Región | Comuna                                                 |
| ------------------- | ------ | ------------------------------------------------------ |
| Ana Albornoz Cuevas | Biobío | Santa Juana (Electo como independiente fuera de pacto) |

#### Concejalespara el periodo 2021-2024[28][29]
| Concejal                | Región | Comuna                                               |
| ----------------------- | ------ | ---------------------------------------------------- |
| Matías Coloma Arriagada | Biobío | Talcahuano (Electo como independiente por cupo PCCh) |